# Smalegga Spur
Der Smalegga Spur (norwegisch Smalegga ‚Schmaler Grat‘) ist ein Felssporn im ostantarktischen Königin-Maud-Land. Im Schtscherbakowgebirge der Orvinfjella ragt er 5 km südsüdöstlich des Mørkenatten auf.
Norwegische Kartografen, die auch die deskriptive Benennung vornahmen, kartierten ihn anhand von Vermessungen und Luftaufnahmen der Dritten Norwegischen Antarktisexpedition (1956–1960). Das Advisory Committee on Antarctic Names übertrug diese Benennung 1970 ins Englische, auch um Verwechslungen mit dem Gebirgskamm Smalegga (englisch Smalegga Ridge) im Gebirge Sør Rondane zu vermeiden.